# Thelypteris pellita
Thelypteris pellita là một loài thực vật có mạch trong họ Thelypteridaceae. Loài này được (Willd.) Proctor & Lourteig miêu tả khoa học đầu tiên năm 1990.